# سام ألفرد كرو
سام ألفرد كرو (بالإنجليزية: Sam A. Crow)‏ هو محامي وقاضي أمريكي، ولد في 5 مايو 1926 في توبيكا في الولايات المتحدة.